# Sergéi Seniukov
Sergéi Seniukov (Unión Soviética, 27 de enero de 1955-1 de septiembre de 1992) fue un atleta soviético especializado en la prueba de salto de altura, en la que consiguió ser campeón europeo en pista cubierta en 1976.

## Carrera deportiva
En el Campeonato Europeo de Atletismo en Pista Cubierta de 1976 ganó la medalla de oro en el salto de altura, con un salto por encima de 2.22 metros, por delante del francés Jacques Aletti  (plata con 2.19 metros) y del alemán Walter Boller (bronce también con 2.19 metros pero en más intentos).